# Tomentella pilosa
Tomentella pilosa är en svampart som först beskrevs av Edward Angus Burt, och fick sitt nu gällande namn av Bourdot & Galzin 1924. Tomentella pilosa ingår i släktet Tomentella och familjen Thelephoraceae.  Arten är reproducerande i Sverige. Inga underarter finns listade i Catalogue of Life.